# Вырваж (приток Чугора)
Вырваж — река в России, протекает в Соликамском районе Пермского края. Устье реки находится в 2,8 км по левому берегу реки Чугор. Длина реки составляет 15 км.
Исток реки в лесном массиве в 35 км к юго-востоку от села Коса на водоразделе Косы и Уролки. Река течёт на восток, всё течение проходит по ненаселённому лесу. Впадает в Чугор в 4 км к юго-западу от деревни Басим.

## Данные водного реестра
По данным государственного водного реестра России относится к Камскому бассейновому округу, водохозяйственный участок реки — Кама от водомерного поста у села Бондюг до города Березники, речной подбассейн реки — бассейны притоков Камы до впадения Белой. Речной бассейн реки — Кама.
Код объекта в государственном водном реестре — 10010100212111100003924.